# Leucothyreus crispinus
Leucothyreus crispinus är en skalbaggsart som beskrevs av Ohaus 1918. Leucothyreus crispinus ingår i släktet Leucothyreus och familjen Rutelidae. Inga underarter finns listade i Catalogue of Life.